# Ředkovský potok
Ředkovský potok je levostranný přítok Sázavy, do které se vlévá nedaleko Nové vsi u Světlé. Délka jeho toku činí 6,3 km a plocha povodí měří 10,3 km². Nachází se v Kraji Vysočina, v okrese Havlíčkův Brod. 

## Průběh toku
Potok pramení pod Lipnicí nad Sázavou v nadmořské výšce asi 530 m. Protéká okolo Dolního Dvora do Vitonína, kde napájí dva menší rybníky, za kterými jeho tok posilují dva levostranné a jeden pravostranný bezejmenný přítok. Dále protéká západně od Volichova, kde ho posilují další dva pravostranné a jeden levostranný přítok, na kterém se nachází rybník Říhovka u silnice III/34738. Od Volichova směřuje okolo Broumovy Lhoty k Ředkovskému rybníku, který napájí. U Broumovy Lhoty do něj ústí další dva levostranné přítoky, pravostranný pak u Ředkovského mlýna. Asi 500 m před vtokem do Sázavy ho zleva posiluje poslední přítok.

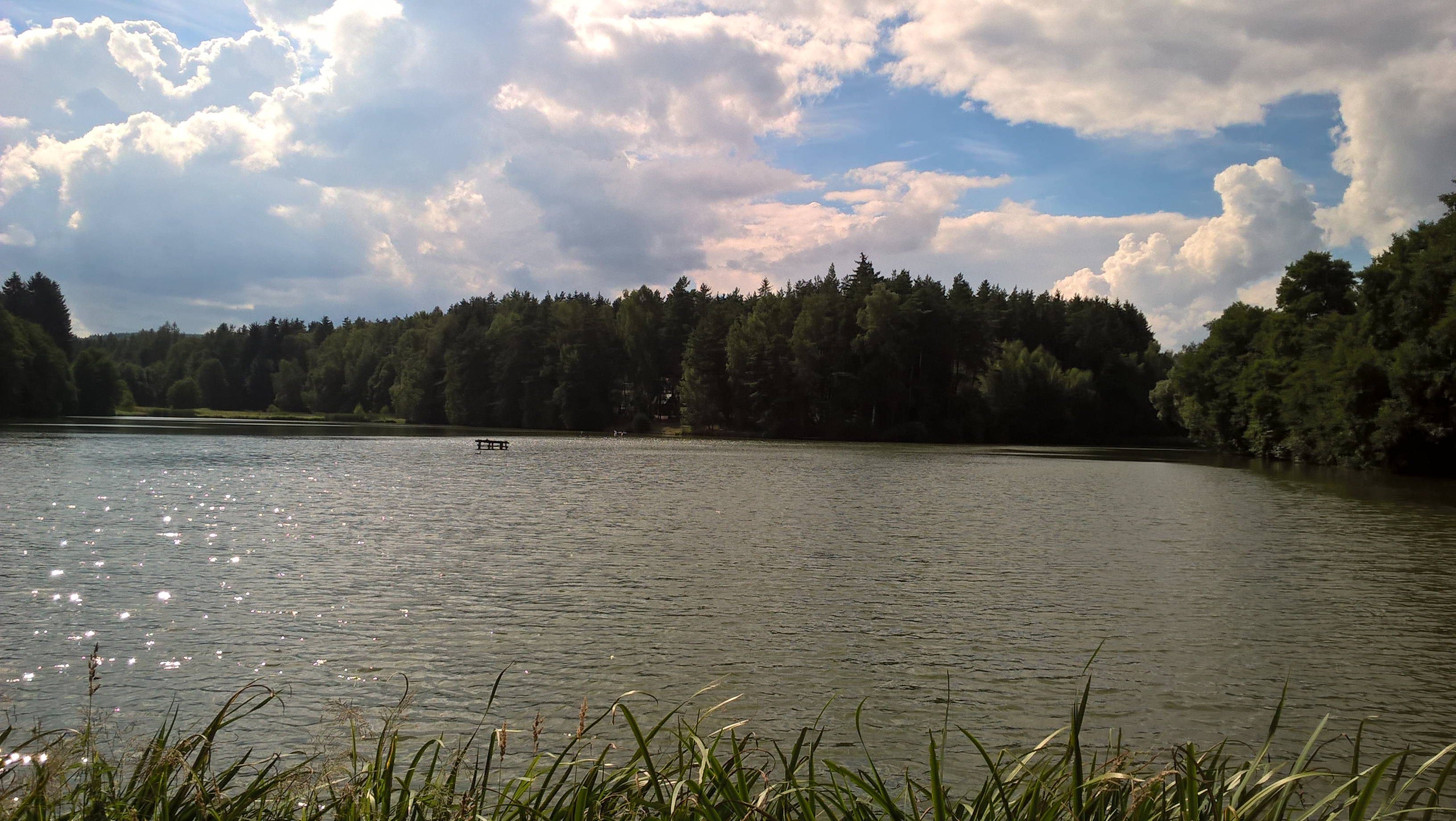
Ředkovský rybník
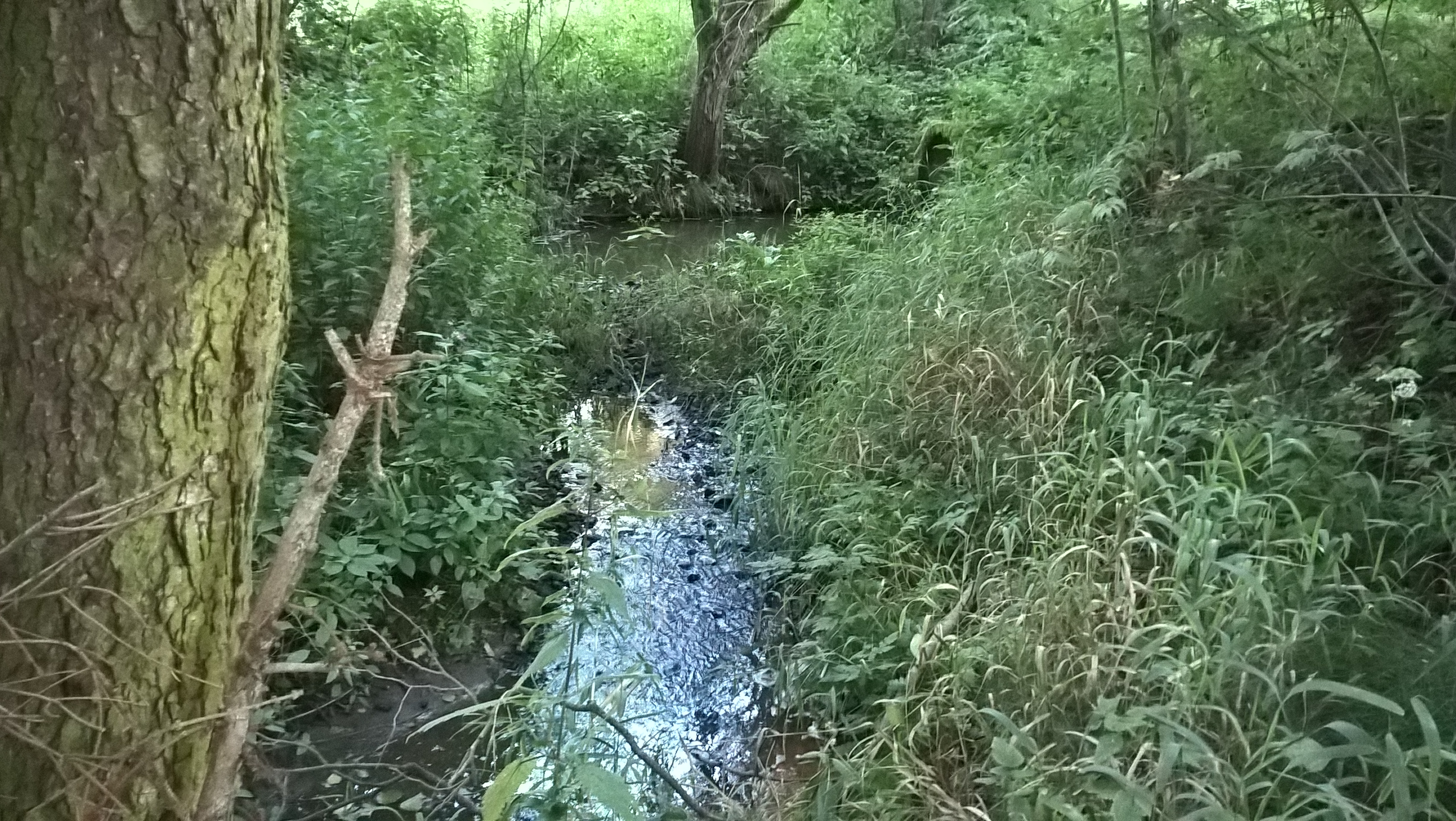
Ředkovský potok nad Babicemi